# Taironi

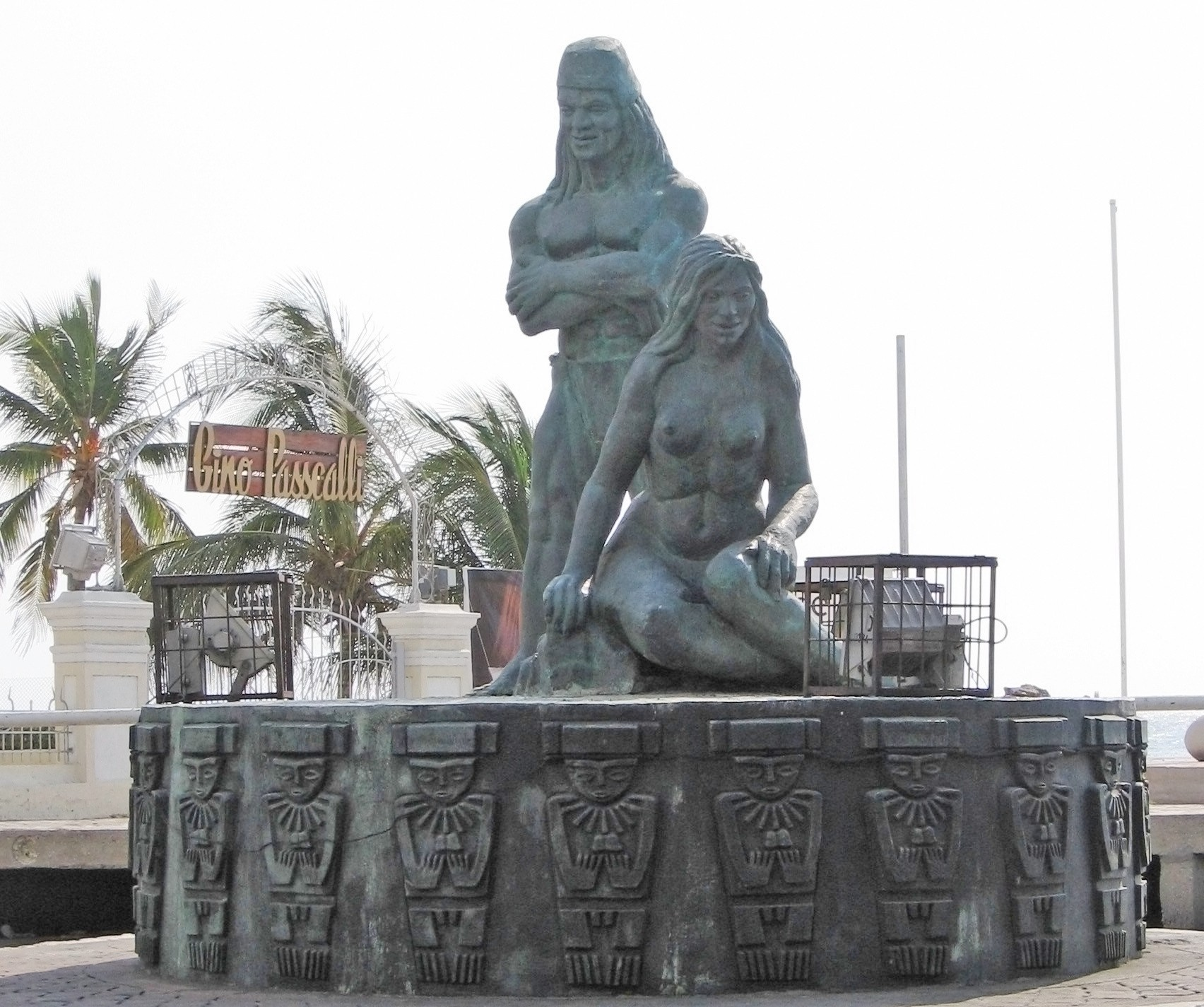
Pomnik Taironów w Santa Marta w Kolumbii

Taironi – lud indiański zamieszkujący masyw Sierra Nevada de Santa Marta (północno-wschodnia Kolumbia), twórca późno-prahistorycznej kultury zwanej współcześnie kulturą Tairona.
Kultura Tairona rozwijała się między 900 a 1600 n.e., a szczyt cywilizacyjnego rozkwitu osiągnęła około 1000 n.e. (ośrodek w Buritaca). Jednym z największych jej stanowisk jest Pueblito, gdzie odkryto około 3000 domostw i innych budowli. Taironi byli twórcami m.in. systemów irygacyjnych oraz mieszkalnych platform-tarasów formowanych w zboczach górskich – większość stanowisk kultury Tairona to wioski z centralnie usytuowanym kopcem platformowym. Wyrabiali jednobarwne naczynia ceramiczne oraz liczne ozdoby ze złota, miedzi i tumbaga, czyli stopu obu tych metali. Zasłynęli z wyrobów złotniczych o wyjątkowej wartości artystycznej (nazwa Taironi oznacza „złotnicy”), szczególnie z masek z przedstawieniami człowieka-nietoperza, motywu bardzo charakterystycznego dla sztuki Taironów. Podobnie jak u innych ludów zaliczanych do grupy Chibcha, ptak w locie symbolizował u nich władzę i moc.
Taironi ulegli wyniszczeniu w okresie kolonizacji hiszpańskiej, po ponad stuletnim oporze.

## Zabytki kultury Taironów

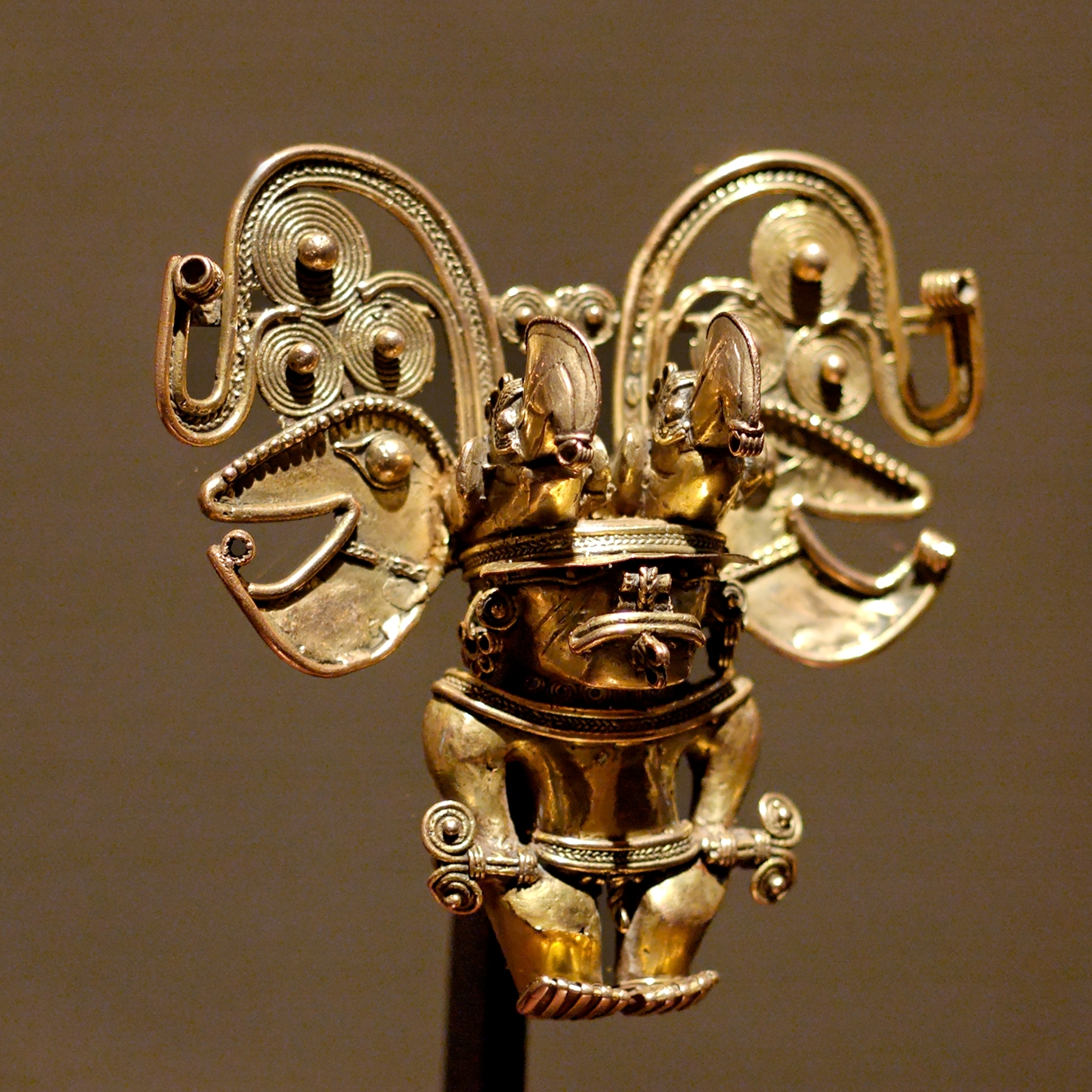
Złota figurka człowieka w masce nietoperza (Luwr, Paryż)
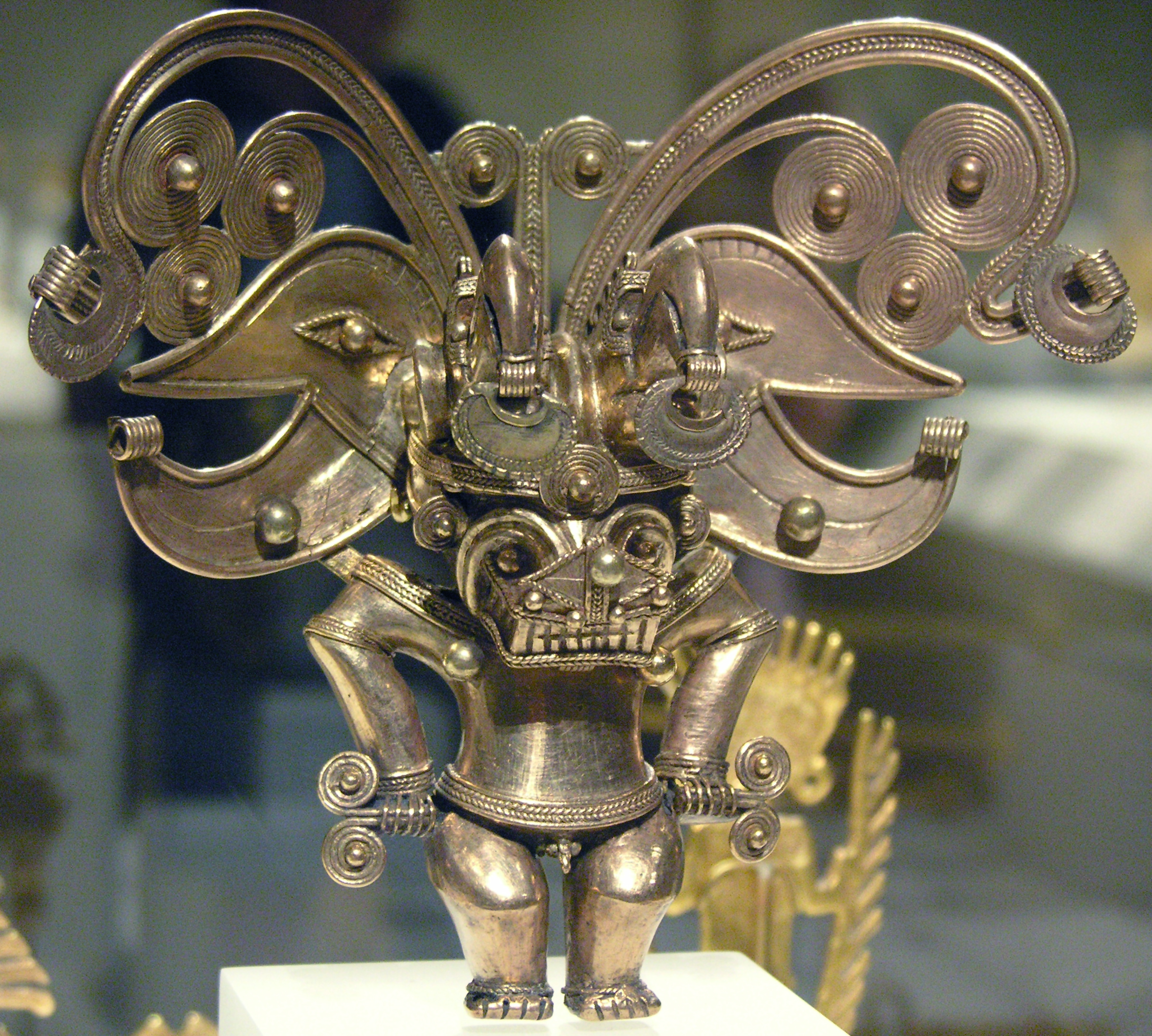
Inne złota figurka człowieka w masce (Metropolitan Museum of Art, Nowy Jork)
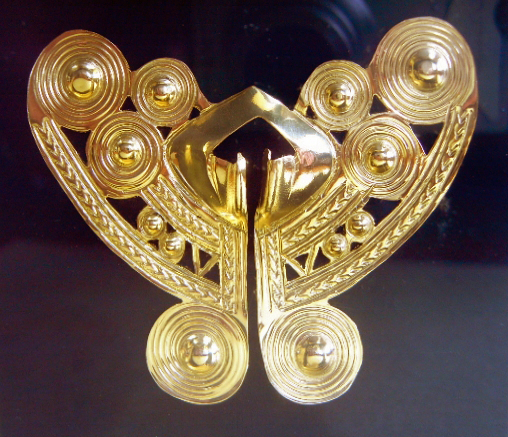
Złota maska Taironów
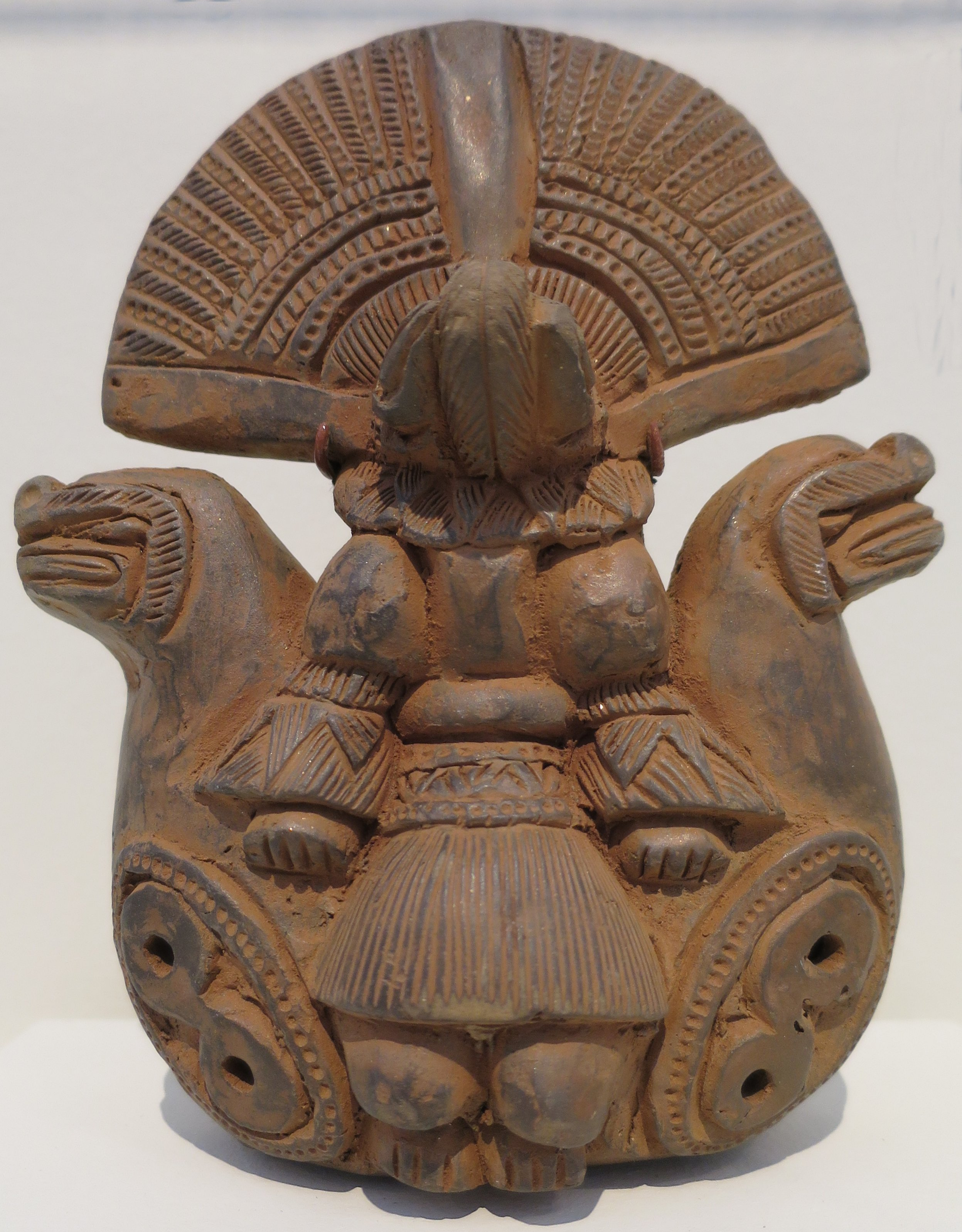
Okaryna w kolorze czerwonej ochry (Honolulu Academy of Arts, Honolulu)